# Tougué
Tougué – miasto w Gwinei; 25 300 mieszkańców (2006). Przemysł spożywczy, włókienniczy.